# 해송 플라자
해송 플라자(영어: Haesong Plaza)는 대한민국 인천광역시 연수구 송도동에 추진했는데 그런데 공사가 중단되었다.

## 같이 보기
- 대한민국의 마천루 목록
- 인천광역시의 마천루 목록